# Tuomas Laaksonen
Tuomas Laaksonen (ur. 9 marca 1990 w Turku) – fiński lekkoatleta specjalizujący się w rzucie oszczepem.
W 2007 w Ostrawie zdobył złoty medal i tytuł mistrza świata juniorów młodszych – oszczepem o wadze 700 gramów rzucił wówczas 79,71. Rok później był ósmy na mistrzostwach świata juniorów, a w 2009 był dziesiąty na juniorskim czempionacie Europy. Medalista mistrzostw Finlandii w kategorii juniorów.
Rekord życiowy: 81,73 (16 czerwca 2013, Turku).

## Osiągnięcia
| Rok  | Impreza                                | Miejsce   | Lokata      | Wynik |
| ---- | -------------------------------------- | --------- | ----------- | ----- |
| 2007 | Mistrzostwa świata juniorów młodszych  | Ostrawa   | 1. miejsce  | 79,71 |
| 2008 | Mistrzostwa świata juniorów            | Bydgoszcz | 8. miejsce  | 69,07 |
| 2009 | Mistrzostwa Europy juniorów            | Nowy Sad  | 10. miejsce | 68,16 |
| 2009 | Mistrzostwa krajów nordyckich juniorów | Vaasa     | 2. miejsce  | 70,65 |